# Wind of Change (tal)

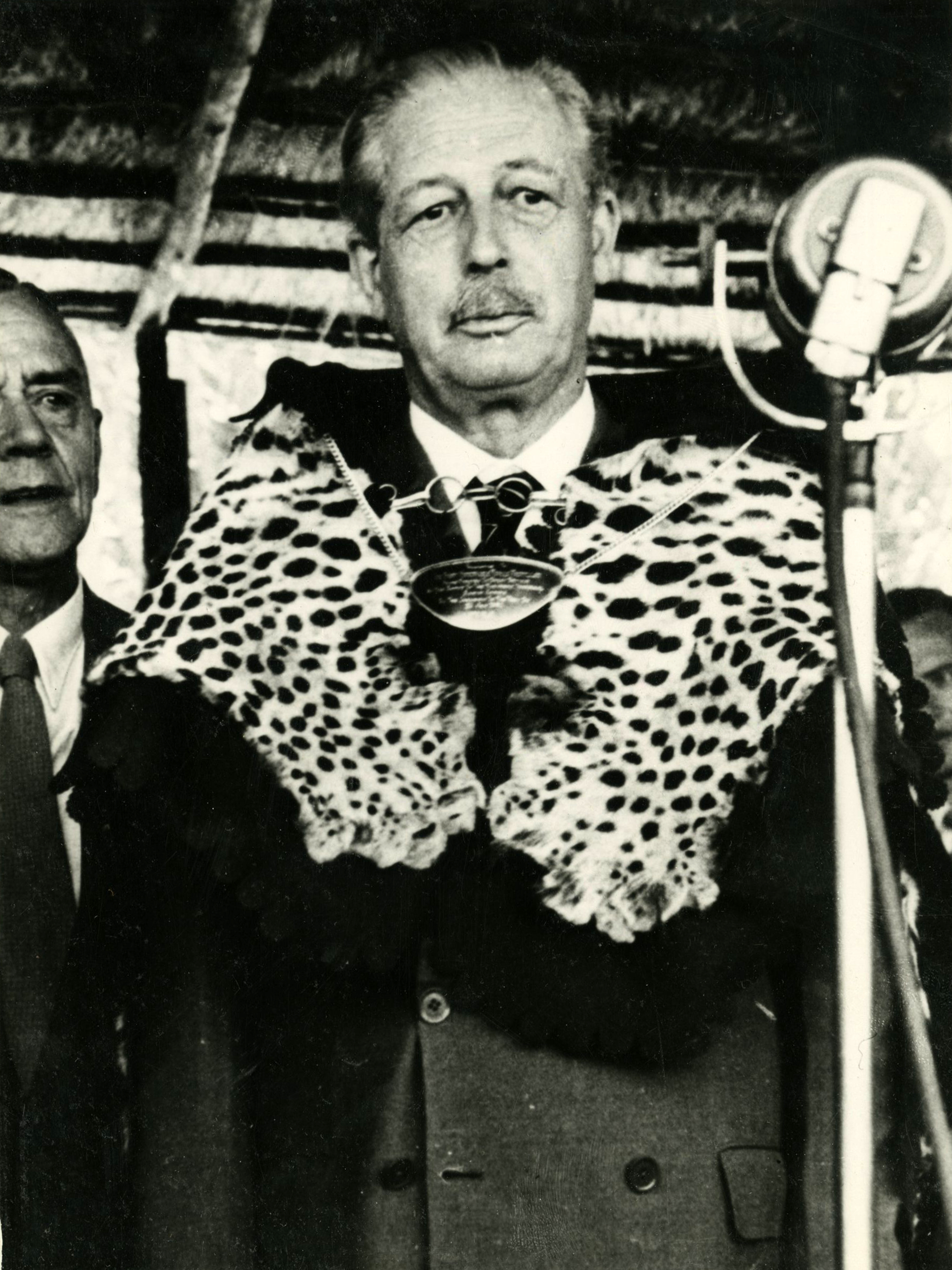
Premiärminister Harold Macmillan under sin rundresa i Afrika i början av 1960.

"Wind of Change" var ett tal som den brittiske konservative premiärministern Harold Macmillan höll inför Sydafrikas parlament den 3 februari 1960 i Kapstaden. Han hade tillbringat en månad i Afrika för att besöka ett antal brittiska kolonier. När Labourpartiet satt i regeringen från 1945 till 1951 hade de inlett en avkoloniseringsprocess, men politiken hade stoppats eller åtminstone bromsats av de konservativa regeringarna sedan 1951. Macmillans tal signalerade att det konservativa partiet inte längre skulle hindra självständighet för många av dessa territorier.

## Bakgrund
Harold Macmillan, partiledare för det konservativa partiet, var brittisk premiärminister från 1957 till 1963. Han presiderade under en tid av ökande nationellt välstånd och lättnader i det kalla krigets spänningar. Det brittiska imperiet, som 1921 hade sträckt sig över en fjärdedel av världen, började dock bli ekonomiskt ohållbart för den brittiska regeringen. Sporrad av den ökande nationalismen i Afrika och Asien fattade regeringen beslutet att inleda avkoloniseringsprocessen genom att ge imperiets olika kolonier självständighet.
Det brittiska imperiet hade påbörjat sin upplösning efter andra världskrigets slut. Många i Storbritannien hade kommit till slutsatsen att det hade blivit mer besvär än det var värt att styra imperiet. Internationella faktorer som bidrog till denna slutsats och bidrog till att inleda avkoloniseringen var bland annat rädslan för att Sovjet skulle tränga in i Afrika. Förenta staterna utövade påtryckningar på Förenade kungariket. Den amerikanska regeringen ville att Storbritannien skulle avkolonisera för att få tillgång till nya marknader och resurser, och trodde också att avkolonisering var nödvändig för att förhindra att kommunismen blev ett attraktivt alternativ för afrikanska nationalistiska rörelser.
Samtidigt blev afrikanska nationalister allt mer krävande i sina initiativ till självstyre. Vägen till majoritetsstyre i södra Afrika visade sig vara mer problematisk eftersom de vita befolkningarna i de brittiska och portugisiska kolonierna och i Sydafrikanska unionen, ett självstyrande herravälde, var fientligt inställda till idén om svart majoritetsstyre.
Brittiska Somalilands självständighet 1960, tillsammans med det tal som Macmillan höll i Sydafrika tidigare samma år, markerade början på ett decennium då nedmonteringen av det brittiska imperiet nådde sin kulmen, med 27 tidigare kolonier i Asien, Afrika och Karibien som blev självständiga nationer.

## Talet
Talet har fått sitt namn från ett citat som är inbäddat i det:
| ”                        | Förändringens vind blåser genom den här kontinenten. Vare sig vi tycker om det eller inte är denna tillväxt av det nationella medvetandet ett politiskt faktum. | „ |
| – Harold Macmillan, 1960 | |   |

Tillfället var i själva verket andra gången som Macmillan höll talet. Han hade först levererat det i Ghanas huvudstad Accra (tidigare den brittiska kolonin Guldkusten) den 10 januari 1960 men utan någon större reaktion. Men den här gången fick det uppmärksamhet i pressen, åtminstone delvis på grund av det hårda mottagande som mötte det. Macmillans tal i Kapstaden gjorde det också klart att han inkluderade Sydafrika i sina kommentarer, och det indikerade ett skifte i den brittiska politiken när det gäller sydafrikansk apartheid:
| ”                      | Som medlem av Samväldet är det vår uppriktiga önskan att ge Sydafrika vårt stöd och vår uppmuntran, men jag hoppas att ni inte har något emot att jag uppriktigt säger att det finns vissa aspekter av er politik som gör det omöjligt för oss att göra detta utan att vara falska mot våra egna djupa övertygelser om fria mäns politiska öden, som vi på våra egna territorier försöker genomföra. | „ |
| Harold Macmillan, 1960 | |   |

Talet brukar också kallas för "Winds of Change"-talet, även om "wind" var singular i originalet. Macmillan själv gav den första volymen av sina memoarer titeln Winds of Change (1966).

## Afrikansk kontext
Den afrikanska nationalismen eskalerade under andra världskriget. Britterna behövde säker kontroll över sina afrikanska kolonier för att få resurser för att bekämpa axelmakterna. För sin hjälp under kriget ville de afrikanska kolonierna få belöningar i form av politiska och ekonomiska möjligheter. De blev bittra när dessa belöningar inte delades ut till dem, så de började kampanja för självständighet.
Den brittiska västafrikanska kolonin Guldkusten hade blivit en mycket lovande plats för den afrikanska självständighetsrörelsen på 1950-talet, eftersom dess genomsnittliga utbildningsnivå var den högsta i hela Afrika söder om Sahara, och dess folk stödde starkt självständighetsrörelsen. Guldkustens nationalister hade kämpat för självstyre redan före andra världskriget, innan de flesta andra kolonier i det brittiska imperiet hade inlett avkoloniseringsprocessen. Efter kriget iscensatte Kwame Nkrumahs Convention People's Party (CPP) en kampanj av civil olydnad till stöd för självstyre. I valet 1951 vann CPP 34 av 38 platser. Nkrumah blev premiärminister och kolonin blev självständig under Nkrumahs ledning som Ghana 1957.
I andra kolonier i Afrika motarbetades önskan om självständighet av motstånd från vita nybyggare, som i allmänhet dominerade kolonierna politiskt och ekonomiskt. De hävdade sin dominans genom att förneka afrikanerna allmän rösträtt och genom att försöka övertala den brittiska regeringen att konsolidera de koloniala territorierna till federationer. Den vita nybyggarminoriteten kunde dock inte tygla känslan av afrikansk nationalism. Det fanns varningar om att utan ett snabbt maktskifte skulle afrikansk nationalism underminera det koloniala styret i alla fall. För att få samarbete med de nya afrikanska regeringarna skulle den brittiska regeringen behöva avkolonisera och ge dem självständighet eller åtminstone självstyre, vilket ansågs vara ett bra substitut för direkt kontroll över området.
År 1960 började Macmillans konservativa regering oroa sig för effekterna av våldsamma konfrontationer med afrikanska nationalister i Belgiska Kongo och Franska Algeriet. De konservativa fruktade att den våldsamma aktiviteten skulle sprida sig till de brittiska kolonierna. Macmillan åkte till Afrika för att sprida och hålla sitt tal "Wind of Change", som har fått sitt namn efter sin textrad: "Förändringens vind blåser genom denna kontinent och vare sig vi gillar det eller inte, är denna tillväxt av nationellt medvetande ett politiskt faktum. Vi måste alla acceptera det som ett faktum, och vår nationella politik måste ta hänsyn till det." Strax efter talet sänkte Iain Macleod, kolonialminister (1959-1961), den ursprungliga tidtabellen för självständighet i Östafrika med ett decennium. Tanganyika blev självständigt 1961, Uganda 1962 och Kenya 1963.

## Konsekvenser
I Sydafrika mottogs talet med obehag. Förutom att upprepa avkoloniseringspolitiken, markerade talet politiska skiften som skulle inträffa inom det närmaste året, i unionen mellan Sydafrika och Storbritannien. Bildandet av Republiken Sydafrika 1961 följdes av landets utträde ur Samväldet, delvis som ett resultat av Storbritanniens tillbakadragande av det stöd för apartheid som Macmillan deklarerade i sitt tal, tillsammans med ytterligare fördömanden från andra länder i Samväldet som Indien och Kanada.
Det blev en utdragen motreaktion mot talet från högerflygeln i det konservativa partiet, som ville att Storbritannien skulle behålla sina koloniala besittningar. Talet ledde direkt till bildandet av Conservative Monday Club, en påtryckningsgrupp.

### Ursprunglig leverans och genomslagskraft i Sydafrika

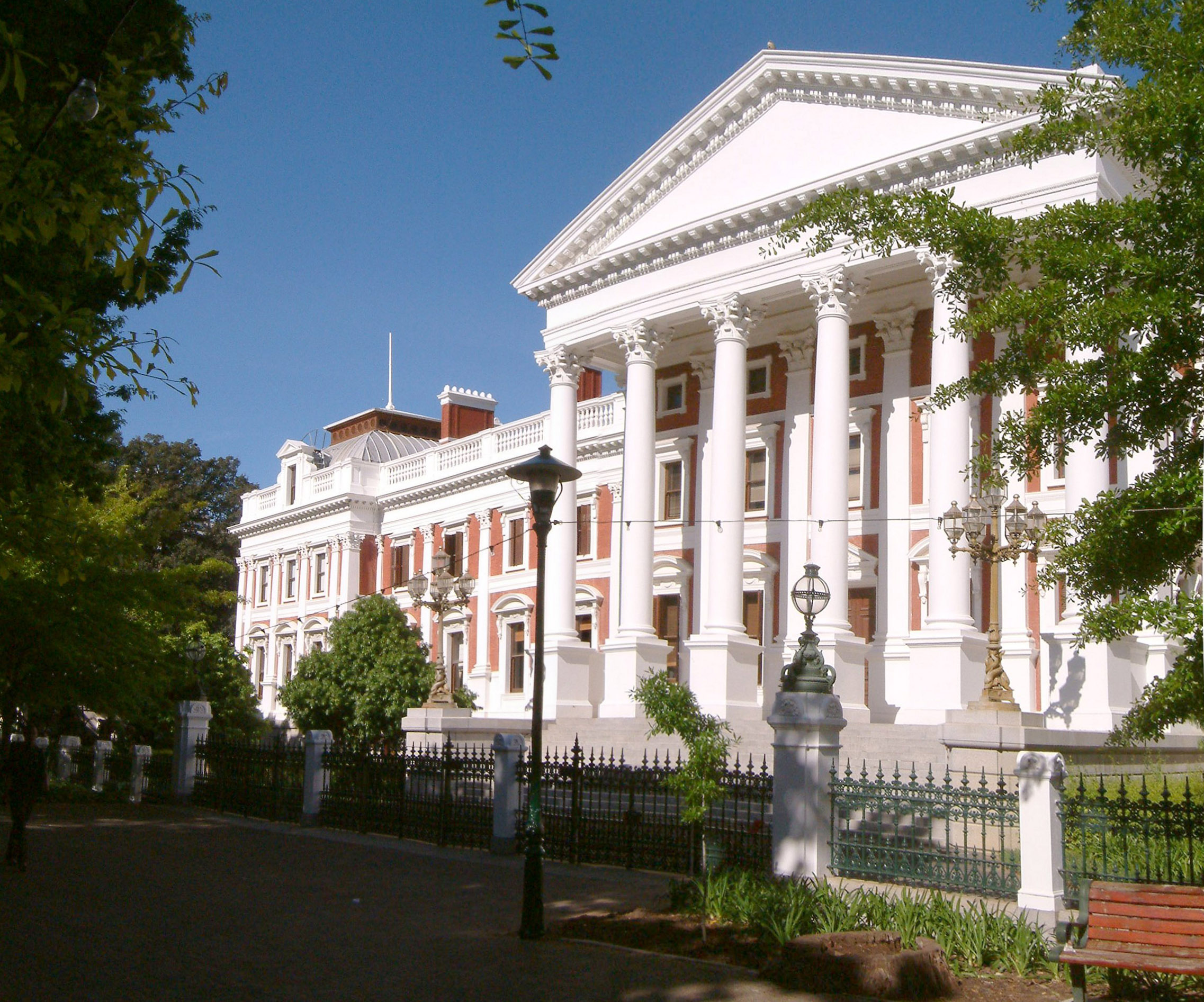
Det sydafrikanska parlamentet i Kapstaden, där talet ursprungligen hölls.

År 1960 präglades av förändringar. Det hade det överraskande tillkännagivandet av den sydafrikanske premiärministern Hendrik Verwoerd att en folkomröstning skulle hållas om huruvida Sydafrika skulle bli en republik. Efter Macmillans tal den 3 februari utsattes Verwoerd för ett mordförsök den 9 april. Senare förklarades African National Congress (ANC) och Pan Africanist Congress (PAC) olagliga i ett undantagstillstånd, tillsammans med andra kontroverser. Macmillan skrev inte själv det tal som är allmänt känt som "Förändringens vindar", men fick input från många vänner och kollegor som hjälpte till att ta fram den perfekta formuleringen för den känsliga situationen. Han ville separera den brittiska nationen men också inspirera de svarta nationalisterna där att på ett subtilt sätt sträva efter sin frihet och jämlikhet. Det andra dolda motivet var att det fanns ett stort tryck från den amerikanska regeringen på att alla europeiska nationer skulle inleda avkolonisering. Genom att tillkännage för världen att Storbritannien var helt och hållet engagerat i avkoloniseringsprocessen, öppnade han upp den för fler politiska möjligheter. Talet var ett djärvt försök att vända sig till flera parter och intressen på en gång.
Innan han höll talet åkte Macmillan på en sex veckor lång rundresa i Afrika som inleddes den 5 januari. Han började med Ghana, Nigeria, Rhodesia och Nyasaland och sedan Sydafrika, där mötet slutligen ägde rum med Verwoerd. Macmillan försökte förklara nödvändigheten av den förändring som de två världskrigen hade fört med sig.
Macmillan höll sitt tal av flera anledningar. Talet handlade främst om Storbritanniens separation från sina sydafrikanska kolonier, men det hänvisade också till missnöje med apartheidsystemet och gav positiva politiska resultat för den brittiska regeringen. Talet innehöll ett löfte om stora politiska förändringar på temat avkolonisering, och det hölls faktiskt två gånger på två olika platser. Det gavs för första gången i Ghana, men där fanns ingen pressbevakning, och få människor deltog ens i evenemanget i Accra. Det andra talet, som det rapporterades mer om, ägde rum den 3 februari i Kapstaden och möttes av mycket blandade recensioner.
Om talet skulle bedömas efter dess kvalitet på framförande och innehåll skulle det betraktas som en framgång. När man överväger om talet var framgångsrikt måste man placera det bredvid dess mål. Eftersom det lägger fram en relativt klar förståelse för Storbritanniens planerade utträde som kolonialmakt i Afrika, uppnådde det sitt syfte i det större perspektivet. Men eftersom det finns indikationer på att Macmillans avsikt var att förmå vita sydafrikaner att överge Verwoerds apartheiddogm, var den delen av talet ett misslyckande. Talet var ett viktigt ögonblick för att en så framstående och mäktig person från västvärlden skulle förmana och uppmuntra de svarta nationalisterna att uppnå jämlikhet, men det var fortfarande inte så banbrytande eller omedelbart effektivt som den underförstådda avsikten var.
Det fanns en viss uppfattning om att den politik som skisserades i talet sågs som "brittisk abdikation i Afrika" och "ett cyniskt övergivande av vita nybyggare". Det var inte alla som tyckte att det var rätt väg för Storbritannien att göra. Det kom en tvetydig reaktion från några av de svarta nationalisterna, som hade hindrats från att träffa Macmillan (förmodligen av Verwoerd) under hans besök och som till en början var skeptiska till hans tal. Små grupper av ANC-anhängare samlades i både Johannesburg och Kapstaden och stod tysta medan de höll upp plakat med uppmaningar riktade mot Macmillan. De ville att han skulle tala med kongressens ledare och sträckte ut en hand till honom med banderoller där det stod "Mac, Verwoerd är inte vår ledare". Det sägs till och med att Mandela tyckte att talet var "fantastiskt"; Han höll senare ett tal inför det brittiska parlamentet 1996 där han särskilt påminde om Macmillans tal. Albert Luthuli noterade också att Macmillan i talet gav det afrikanska folket "lite inspiration och hopp".
En del personer antydde att Macmillan var mycket nervös under hela talet. Det var uppenbart att han vände blad, eftersom han medvetet höll ett tal som han avsiktligt hade undanhållit Verwoerd. Han hade avböjt att ge Verwoerd ett förhandsexemplar, utan sammanfattade bara huvudinnehållet.
När talet var klart syntes en chock i Verwoerds ansikte. Han ska ha hoppat upp från sin plats och omedelbart svarat Macmillan. Han ska ha varit lugn och samlad när han gav sitt svar, som beundrades av allmänheten. Han var tvungen att rädda ansiktet när Macmillan hade släppt en tickande bomb i talet, men han lyckades svara snabbt och bra i en ordlek som han inte var van vid. Han svarade med att säga: "Det måste inte bara finnas rättvisa för den svarte mannen i Afrika, utan också för den vite mannen". Han sa att européerna inte hade något annat hem, för Afrika var deras hem nu också, och att de också tog stark ställning mot kommunismen, eftersom deras vägar var grundade i kristna värderingar. Den sydafrikanske historikern Saul Dubow förklarade: "Den oavsiktliga effekten av talet var att hjälpa till att stärka Verwoerd genom att förstärka hans dominans över inrikespolitiken och genom att hjälpa honom att få två hittills separata delar av hans politiska karriär att verka ömsesidigt förstärkande: republikansk nationalism å ena sidan och apartheidideologi å den andra".
I dag finns utkastet och de sista kopiorna av talet i Bodleian Library vid Oxfords universitet.

### Brittiska reaktioner och attityder på hemmaplan
Det mesta av reaktionerna efter talet kan ses som ett direkt svar från de konservativa inom den dåvarande brittiska regeringen. Macmillans tal kan officiellt ses som en deklaration om en förändring i politiken gentemot det brittiska imperiet, men tidigare regeringsåtgärder hade redan gått mot en långsam avkoloniseringsprocess i Afrika. Denna gradvisa politik för att avstå från kolonier som ägdes av Centralafrikanska federationen var emellertid ursprungligen avsedd att endast inriktas på områden i Västafrika. Områden utanför denna speciella instängdhet med europeiska invånare sågs till en början inte som hotade av den gradvisa avkolonisering som inletts av den brittiska regeringen. Efterdyningarna av Macmillans tal väckte inte bara stor förvåning utan också en känsla av svek och misstro bland medlemmar av det konservativa partiet vid den tiden. Lord Kilmuir, som var medlem av Macmillans kabinett vid tiden för talet, fortsatte med att säga:
Få uttalanden i modern historia har fått mer allvarliga konsekvenser... I Kenya talade nybyggarna bittert om ett förräderi, och federationens ministrar närmade sig den brittiska regeringen med samma misstänksamhet.
Dessa känslor genljöd inte bara hos europeiska bosättare i de afrikanska kolonierna utan delades också av medlemmar i Macmillans eget parti som ansåg att han hade fört partilinjen i fel riktning. Detta illustrerades av den hastighet och omfattning med vilken avkoloniseringen skedde. Efter talet kände den brittiska regeringen sig pressad inifrån från ekonomiska och politiska intressen kring kolonierna. Lord Salisbury, en annan medlem av det konservativa partiet, ansåg att europeiska bosättare i Kenya, tillsammans med den afrikanska befolkningen, skulle föredra att stanna kvar under brittiskt styre oavsett.
Före talet hade federationsregeringen avfärdat förslag om att svart majoritetsstyre skulle vara den bästa åtgärden i kolonierna Nordrhodesia och Nyasaland. Eftersom kopparbältet sträckte sig genom Nordrhodesia framställde sig de ekonomiska intressena som motståndare till avkolonisering. Det exemplet kan hjälpa till att illustrera några av de känslor av förbittring och svek som andra medlemmar i det konservativa partiet kände efter Macmillans tal. Dessutom var rädslan för att Storbritannien skulle framstå som svagt eller instabilt genom en snabb avkolonisering av dess olika kolonier ett stort bekymmer för många konservativa vid tiden för talet. Även om Macmillan i sitt tal hävdade att Storbritanniens makt inte hade bleknat, skulle de ekonomiska effekterna om imperiet sågs som svagt visa sig vara oroande.
Å andra sidan handlade andra brittiska reaktioner om huruvida talet verkligen hade en autentisk ton. I talet tog Macmillan upp det brittiska motståndet mot apartheid; Det faktum att talet officiellt hölls i Sydafrika fick medier i Storbritannien att ifrågasätta om det skulle bli någon form av omedelbar förändring i politiken. Vid sidan av frågan om apartheid gav avkoloniseringsprocessen, som Macmillan pekade på, upphov till frågor om kolonialmakternas legitimitet och ansvar när kolonierna väl hade blivit självständiga. Många ansåg att länder som Ghana, som var bland de första att beviljas självständighet från brittiskt styre, avkoloniserades så snabbt bara på grund av en brist på ekonomiska intressen som motsatte sig avkolonisering. Dessa faktorer skapade inte bara en konflikt mellan de konservativa krafterna och de som ville inleda avkoloniseringsprocessen, utan bidrog också till att komplicera relationerna mellan Storbritannien och andra nationer.

### Conservative Monday Club
Som ett resultat av talet "Wind of Change" bildade parlamentsledamöter den konservativa måndagsklubben Conservative Monday Club i ett försök att debattera en förändring av partiets politik och förhindra avkolonisering. Dessutom var motivationen bakom gruppen också grundad på uppfattningen att Macmillan inte hade representerat partiets ursprungliga syften och mål på ett korrekt sätt. Som ett resultat av detta motsatte sig organisationens medlemmar strikt avkolonisering i alla former och representerade känslor av svek och misstro efter utrikespolitiska förändringar efter talet om "Förändringens vind". Många konservativa såg talet som ytterligare ett steg mot en total nedmontering av imperiet. Den konservativa måndagsklubben grundades som en direkt följd av Macmillans tal och som sådan kan reaktionen från det konservativa partiet på hemmaplan ses som både förbittrad och misstänksam mot Macmillan.